# Баризони
Баризони (словен. Barizoni, итал. Barizoni) су насељено место у општини Копар у покрајини Приморска која припада Обално-Крашкој регији у Републици Словенији. 

## Географија
Баризони су разбацано село на сунчаној страни падине крајњег западног дела Миљског полуострва, у близини државне границе са Италијом. Насеље површине 0,93 км², налази се на надморској висини од 151,1 метар. Године 2002. имало је 125 становника. 

## Становништво
По попису становништва 2011. Баризони су имали 136 становника.
| Број становника по пописима | Број становника по пописима | Број становника по пописима |
| --------------------------- | --------------------------- | --------------------------- |
| 1991                        | 2002                        | 2011                        |
| 112                         | 125                         | 136                         |

Напомена: Године 1979. смањено за део насеља који је прикључен насе4љу Анкаран (општина Анкаран).